# Két testvér, egy lövés
A Két testvér, egy lövés (eredeti cím: Arsenal, más címen: Southern Fury) 2017-ben bemutatott amerikai thriller, melyet Steven C. Miller rendezett. A főbb szerepekben Adrian Grenier, John Cusack, Nicolas Cage és Johnathon Schaech látható.
2017. január 6-án adta ki a Lionsgate Premiere. A film általánosságban negatív véleményeket kapott a kritikusoktól. A Metacritic oldalán a film értékelése 25% a 100-ból, ami 10 véleményen alapul. A Rotten Tomatoeson a Két testvér, egy lövés 3%-os minősítést kapott, 30 értékelés alapján.

## Cselekmény
JP (Adrian Grenier) aggódik idősebb testvére, Mikey (Johnathon Schaech) miatt, aki nem talál állandó munkát. Aggodalma tovább fokozódik, amikor egy Sal (John Cusack) nevű helyi zsaru tájékoztatja őt bátyja bűnözői magatartásáról, amelynek része a drogkereskedelem is.
A kokainkereskedés mellett Mikey egy veszélyes és erőszakos bűnözővel, Eddie Kinggel (Nicolas Cage) is kapcsolatba került. És amikor Mikey nem tudja visszafizetni az egyik drogadósságát, Eddie megszervezi, hogy maffiózói megtámadják a férfit, és elrabolják a lányát, Alexist (Abbie Gayle).
Így most JP-n és Sal-en múlik, hogy kiderítsék, hol van Alexis és megmentsék apát és lányát a biztos haláltól.

## Szereplők
| Szerep     | Színész             | Magyar hang          |
| ---------- | ------------------- | -------------------- |
| Eddie King | Nicolas Cage        | Csankó Zoltán        |
| Sal        | John Cusack         | Czvetkó Sándor       |
| JP         | Adrian Grenier      | Dányi Krisztián      |
| Mikey      | Johnathon Schaech   | Csík Csaba Krisztián |
| Buddy King | Christopher Coppola | N/A                  |
| Lizzie     | Lydia Hull          | N/A                  |
| Kristy     | Heather Johansen    | N/A                  |
| Chelsea    | Carrie Jo Hubrich   | N/A                  |